# ПАС Янина
ПАС Янина (на гръцки: Πανηπειρωτικός Αθλητικός Σύλλογος Γιάννινα, Панипиротикос Атлитикос Силогос Янина) е гръцки футболен отбор от Янина, Гърция
Отборът играе в Гръцката Суперлига, след като печели промоция от Бета Етники. Тимът е известен с верните си фенове.

## История
ПАС Янина е основан през 1966 г., след като двата местни клуба – Атромотос и Авероф се сливат. През 70-те и 80-те тимът се представя отлично и завършва на челни позиции. Добрата игра и отличните резултати довежда до това да бъдат сравнени с тогавашния европейски грант – Аякс Амстердам наричайки отборът Епирският Аякс. През 1980 г. треньор става тогавашният треньор на Полша – Гмуч.
След върховните години на Янина тимът изпада в криза, много от звездите им напускат клуба или се отказват от футбола. Липсата на класни играчи допълва тежкото състояние. Тимът се лута няколко сезона в долните дивизии на Гърция, успявайки да се завърне в елита през 1990 г., но изпада веднага след това и прекарва остатака от 90-те в долните дивизии.
През началото на новия век ПАС Янина финансирана от бизнесмена Мантос Колемпас покава признаци за живот и успява да се върне в елита два пъти – през 2000/01 и през 2002/03. Тимът бива скандално изгонен от Суперлигата поради дългове към Федерацията.
Липсата на пари заплашвала префесионалният статус на клуба и това да изпадне в аматьорските дивизии. Отборът успява да се изкачи в Бета Етники. Завършва сезон 2006/07 на 5-о място, сезон 2007/08 на 3-то, губейки в последния мач и не успявайки да спечели промоция.
През 2008 година клубът е купен от Йоргос Кристовасилис, атински бизнесмен с епирски корени. Привлича за треньор Гюлермос Ойлос през сезон 2008/09, който става успешен за Пас след като печели промоция за Суперлигата.

## Участие в европейските клубни турнири
| Сезон   | Турнир      | Кръг       | Съперник           | Домакин | Гост | Общ резултат |  |
| ------- | ----------- | ---------- | ------------------ | ------- | ---- | ------------ |  |
| 2016/17 | Лига Европа | 2 кв. кръг | Од Гренланд (Шиен) | 3:0     | 1:3  | 4:3          |  |
| 2016/17 | Лига Европа | 3 кв. кръг | АЗ (Алкмаар)       | 1:2     | 0:1  | 1:3          |  |

## Български футболисти
- Никола Велков: 1983/84 - (26 мача/4 гола)
- Николай Апостолов: 1986/87 - (26 мача/4 гола)
- Георги Шейтанов: 2002/03 - (24 мача/0 гола)
- Христо Телкийски: 2002/03 - (16 мача/0 гола)
- Марио Метушев: 2005-есен - (12 мача/4 гола)